# Дина Гарипова
Дина Фагимовна Гарипова (род. 25 март 1991) е руска певица.
През 2012 г. заема първо място в руското музикално шоу „Голос“. Чрез вътрешна селекция, проведена от „Первый канал“, е избрана да представи Русия на „Евровизия 2013“, където класира страната пета във финала с песента „What If“.

## Биография
Дина е родена на 25 март 1991 в Зеленодолск (Татарстан, Русия) в семейство на лекари (баща – Фагим Мухаметович и майка – Алфия Газизяновна). Започва да учи пеене още на шестгодишна възраст – в школата „Золотой микрофон“ с вокален педагог Елена Антонова. Учи журналистика в град Казан. След като завършва „Золотой микрофон“, тя тръгва на турне с певеца Габделфат Сафин.
През 1999 г. става лауреат първа степен на конкурса „Жар-птица“ (град Иваново), а през 2001 – отново лауреат първа степен, но на националния фестивал „Съзвездие-Йолдизлик“, след който е канена на различни мероприятия, проведени от организационния му комитет.
През 2005 г. печели международен конкурс в Тарту, Естония. През 2008 г. участва заедно с другите ученици от школата „Золотой микрофон“ на друг международен конкурс, във Франция, където мюзикълът им печели първа награда.
През 2009 г. работи с продуцента Роман Оболенский, в сътрудничество с когото през 2010 и 2012 осъществява солови концерти.
На 29 декември 2012 става победител в шоуто „Голос“ – руският аналог на „Гласът на България“, вследствие на което подписва двугодишен договор с „Юнивърсъл“.
На 30 декември 2012 с указ на татарстанския президент е удостоена със званието „заслужил артист на Република Татарстан“.
Наричана е още „Руската Адел“.